# ダルエスサラームアパート倒壊事故
ダルエスサラームアパート倒壊事故は、2013年3月29日、タンザニア最大の都市ダルエスサラームの中心街で、建設中のアパートが倒壊した事故である。
崩壊したアパートは完成すれば19階建てとなり前日までには16階までが出来上がっていたが、29日午前8時25分（現地時間）に崩壊。隣接するモスクにいた住民などが60人ほど巻き込まれ救助作業が行われたが、子ども4人を含む36人が死亡した。
その後の調査で当局には10階建てとして設計が届け出てられていたのに、施主と建築業者が共謀して19階建てとして違法に建築していたことが判明。更に4月5日には同じ業者が施工していた16階建ての建物にもヒビが発生していたことが判り、直ちに建築中止と解体が命じられたがこの建物も書類上は10階建てで違法建築だった。
この事故では施主と建築業者など14名が逮捕・起訴されている。